# Dobrogost z Nowego Dworu
Dobrogost z Nowego Dworu (Dobrogost Nowodworski) herbu Nałęcz (ur. 1355, zm. 14 września 1401 lub 1402 w Chełmnie nad Nerem) – arcybiskup gnieźnieński w latach 1394–1401, biskup poznański w latach 1383–1394, dziekan kapituły krakowskiej w 1375 roku, kantor kapituły gnieźnieńskiej w 1373 roku, prepozyt krakowskiej kapituły kolegiackiej św. Michała w 1373 roku, prepozyt kapituły krakowskiej w 1368 roku, kanonik kapituły krakowskiej w 1367 roku.

## Życiorys
Wywodził się z mazowieckiej gałęzi rodu Nałęczów osiadłych w Nowym Dworze n. Narwią i Leżenicach n. Radomką. W młodości Dobrogost wraz ze swoimi dwoma braćmi Abrahamem i Niemierzą otrzymał z rąk księcia Ziemowita III Mazowieckiego na własność Nowy Dwór. Był doktorem prawa na Uniwersytecie w Padwie, w 1360 roku został na tym uniwersytecie doktorem dekretów. W latach 1368–1374 był kanclerzem na dworze księcia mazowieckiego Siemowita III. 16 kwietnia 1382, pod presją Siemowita, który obległ kapitułę zebraną na zamku w Łowiczu, został wybrany arcybiskupem gnieźnieńskim. Jednak na rozkaz króla Ludwika Węgierskiego został uwięziony w drodze do Rzymu w Treviso. Pewne znaczenie miał tu też konflikt Grzymalitów z Nałęczami w Wielkopolsce, gdy Dobrogost jako Nałęcz znalazł się w obozie przeciwników monarchy. W czerwcu 1384 władca nadał mu jednak biskupstwo poznańskie. Wyjechał z misją dyplomatyczną do papieża, której efektem było wydanie 17 kwietnia 1388 przez Urbana VI bulli, w której uznawał Władysława Jagiełłę za princeps christianissimus (władcę najbardziej chrześcijańskiego). Bullą z 12 marca 1388 papież mianował Dobrogosta swoim legatem, powierzając mu misję utworzenia biskupstwa wileńskiego. W nagrodę po 17 maja 1394 został arcybiskupem gnieźnieńskim. W latach 1386 i 1394 był kolektorem papieskim. W 1400 odprawił synod archidiecezjalny w Łęczycy. Wg niektórych źródeł w 1402 roku uczestniczył w zaślubinach Anny Cylejskiej i Władysława Jagiełły, choć podaje się też, że zmarł już w 1401 r. Po śmierci, która nastąpiła w Chełmnie nad Nerem, jego ciało sprowadzono do Gniezna i pochowano w katedrze na Wzgórzu Lecha.